# The Quest
The Quest es una película estadounidense de artes marciales de 1996. Es protagonizada por Jean-Claude Van Damme y Roger Moore en papeles principales. La cinta es el debut como director de cine de Van Damme. 
La trama gira en torno a un torneo internacional de artes marciales, con un argumento similar al de Bloodsport. Fue originalmente escrita por Frank Dux. Es un remake de un guion que Dux escribió titulado "Kumite", aunque Van Damme lo reescribió para este film. Debido a problemas legales ocasionados por esta cinta, Dux y Van Damme terminaron en los tribunales poniendo fin así a su amistad.

## Argumento
Van Damme interpreta a Christopher Dubois, un payaso acróbata y carterista que vive en las calles de Nueva York en 1925. Después de robarle a la mafia debe escapar de la ciudad como polizón en un barco. Es finalmente descubierto por la tripulación y puesto en prisión por contrabandistas y piratas. Es rescatado por un mercenario británico llamado Lord Edgar Dobbs (Roger Moore), que luego lo vende como esclavo a una isla donde Dubois aprende el estilo de pelea tailandés de muay thai. Dobbs ayuda (y en cierta medida explota) a Dubois, comprando su libertad para que el ahora experto pueda representar a los Estados Unidos en un kumite celebrado en la ciudad perdida del Tíbet, donde representantes de diferentes países como Alemania, Unión Soviética, Escocia, España, Turquía, Brasil, Siam, Corea, Grecia, Francia, China, Japón, Okinawa, África y Mongolia combaten por la eliminación, y el ganador del torneo recibe una valiosa estatua de un Dragón de oro puro. Lo siguen a lo largo del trayecto la reportera estadounidense Carrie Newton (Janet Gunn) y el campeón de boxeo de peso pesado Maxie Devine (James Remar).
Al avanzar el torneo, Dobbs y su compañero Harry, son condenados a muerte por intentar robar el Dragón de oro, en última instancia, Dubois negocia la vida de Dobbs y Harry, prometiendo que de no ganar el torneo, él mismo pasará el resto de sus días en la ciudad perdida del Tíbet, a cambio de la libertad de Dobbs y Harry.

## Reparto
- Jean-Claude Van Damme como Christopher Dubois.
- Roger Moore como Lord Edgar Dobbs.
- Janet Gunn como Carrie Newton.
- James Remar como Maxie Devine.
- Jack McGee como Harry Smythe.
- Aki Aleong como Khao.
- Abdel Qissi como Khan (Luchador Mongol).
- Louis Mandylor como Riggi.
- Chang Ching Peng Chaplin como el Maestro Tchi.
- Ryan Cutrona como el Oficial O'Keefe.
- Peter Wong como el Luchador Chino.
- Koji Kitao como el Luchador Japonés.
- Peter Malota como el Luchador Español.
- Jen Sung como el Luchador Siamés.
- César Carneiro como el Luchador Brasileño.
- Winston Ellis como el Luchador Africano.

## Recepción
The Quest  ganó $21.6 millones de dólares en la taquilla estadounidense. Tuvo mayor aceptación en el extranjero, recaudando casi $40 millones de dólares. Recibió críticas generalmente negativas por los fanes de Van Damme, así como por los críticos, que opinaban que la cinta no tenía originalidad y era una copia de Bloodsport. A pesar de las críticas negativas, la cinta recaudó un total de $57.4 millones de dólares contra un presupuesto de $30 millones.

## Otros datos
- Se filmó en Montreal y Tailandia.

- La Búsqueda originalmente iba a tratar acerca de las poco conocidas competiciones de kumite, con el guion escrito por Frank Dux. Van Damme fue demandado por Dux cuando cambió el guion y las situaciones, y le pagó menos dinero del prometido.

- La renovada historia de La Búsqueda, iba a ser el comienzo de una serie de películas.

- Cuando Roger Moore dice su nombre "Dobbs, Lord Dobbs", lo hace con el estilo de las películas de James Bond, personaje que lo hizo famoso.

- Van Damme también utilizó a Abdel Qissi (Khan, el peleador de Mongolia) en Lionheart y The Order.

- Tatum O'Neal originalmente iba a interpretar el papel principal femenino, pero fue cambiada después de que el romance que tenía con Van Damme terminó. Madonna también fue considerada para el papel.

- Existe una versión que asegura que la realidad por la que terminó la amistad entre Van Damme y Frank Dux fue que este último había sufrido un accidente automovilístico y había quedado en coma debido a las magnitudes de las lesiones causadas Y entonces Van Damme que tenía conocimientos del libro escrito por Dux pues contando con que no saldría del coma se adjudicó el libro y lo registro como suyo,  pero en cuanto Frank Dux se recuperó y se enteró del robo de su libro, reclamo y demandó a Van Damme por su abuso de confianza, pero el actor belga, contando buenas conexiones y palancas, logró ganar el juicio a su favor, desacreditando del todo a su anterior amigo Frank Dux.[1]